# Россия на летних Олимпийских играх 2004
Сборная России была представлена на летних Олимпийских играх 2004 в Афинах Олимпийским комитетом России. В неофициальном общекомандном зачёте сборная России заняла третье место, уступив сборным США и Китая.
Золотая медаль, завоёванная в академической гребле четвёркой парной, стала первой для российских и советских гребцов со времени Олимпиады-1980 в Москве.

## Золото
Всего российскими спортсменами было выиграно 28 золотых медалей (третье место в общем зачёте) в 11 видах спорта (бокс, борьба, велоспорт, водные виды (синхронное плавание), гимнастика (художественная), гребля, лёгкая атлетика, современное пятиборье, стрельба, тяжёлая атлетика, фехтование). Спортсмены в нижеследующей таблице расположены в алфавитном порядке.
| Золото | |                                                                    |
| #      | Спортсмен (-ы) | Вид спорта (дисциплина)                                            |
| 1      | Алексей Алипов | Стендовая стрельба (траншейный стенд)                              |
| 2      | Хасан Бароев | Греко-римская борьба (категория до 120 кг)                         |
| 3      | Мавлет Батиров | Вольная борьба (категория до 55 кг)                                |
| 4      | Дмитрий Берестов | Тяжёлая атлетика (категория до 105 кг)                             |
| 5      | Юрий Борзаковский | Лёгкая атлетика (бег на 800 м)                                     |
| 6      | Гайдарбек Гайдарбеков | Бокс (категория до 75 кг)                                          |
| 7      | Любовь Галкина | Пулевая стрельба (малокалиберная винтовка, из 3-х положений, 50 м) |
| 8      | Хаджимурат Гацалов | Вольная борьба (категория до 96 кг)                                |
| 9      | Михаил Игнатьев | Велоспорт (трек, гонка по очкам)                                   |
| 10     | Елена Исинбаева | Лёгкая атлетика (прыжки с шестом)                                  |
| 11     | Алина Кабаева | Художественная гимнастика (индивидуальное многоборье)              |
| 12     | Ольга Кузенкова | Лёгкая атлетика (метание молота)                                   |
| 13     | Татьяна Лебедева | Лёгкая атлетика (прыжки в длину)                                   |
| 14     | Алексей Мишин | Греко-римская борьба (категория до 84 кг)                          |
| 15     | Андрей Моисеев | Современное пятиборье                                              |
| 16     | Михаил Неструев | Пулевая стрельба (пистолет, 50 м)                                  |
| 17     | Александр Поветкин | Бокс (категория свыше 91 кг)                                       |
| 18     | Наталья Садова | Лёгкая атлетика (метание диска)                                    |
| 19     | Бувайсар Сайтиев | Вольная борьба (категория до 74 кг)                                |
| 20     | Елена Слесаренко | Лёгкая атлетика (прыжки в высоту)                                  |
| 21     | Ольга Слюсарева | Велоспорт (трек, гонка по очкам)                                   |
| 22     | Алексей Тищенко | Бокс (категория до 57 кг)                                          |
| 23     | Игорь Кравцов, Алексей Свирин, Николай Спинёв, Сергей Федоровцев                                                                          | Гребля академическая (четвёрка парная)                             |
| 24     | Елена Азарова, Ольга Брусникина, Анастасия Давыдова, Анастасия Ермакова, Мария Киселёва, Ольга Новокщенова, Анна Шорина, Эльвира Хасянова | Синхронное плавание (группы)                                       |
| 25     | Анастасия Давыдова, Анастасия Ермакова | Синхронное плавание (дуэты)                                        |
| 26     | Карина Азнавурян, Оксана Ермакова, Татьяна Логунова, Анна Сивкова                                                                         | Фехтование (шпага)                                                 |
| 27     | Олеся Белугина, Ольга Глацких, Татьяна Курбакова, Наталья Лаврова, Елена Мурзина, Елена Посевина                                          | Художественная гимнастика (групповое многоборье)                   |
| 28     | Вячеслав Екимов | Велоспорт (индивидуальная гонка с раздельным стартом)              |

## Серебро
Всего российскими спортсменами было выиграно 26 серебряных медалей (второе место в общем зачёте) в 10 видах спорта (борьба, велоспорт, водные виды (плавание, прыжки в воду), волейбол, гимнастика (батут, спортивная, художественная), гребля, дзюдо, лёгкая атлетика, стрельба, тяжёлая атлетика). Спортсмены в нижеследующей таблице расположены в алфавитном порядке.
| Серебро | |                                                                     |
| #       | Спортсмен (-ы) | Вид спорта (дисциплина)                                             |
| 1       | Тамилла Абасова | Велоспорт (трек, спринт)                                            |
| 2       | Хаджимурат Аккаев | Тяжёлая атлетика (категория до 94 кг)                               |
| 3       | Александр Блинов | Пулевая стрельба (малокалиберная винтовка, движущаяся мишень, 10 м) |
| 4       | Любовь Галкина | Пулевая стрельба (пневматическая винтовка, 10 м)                    |
| 5       | Наталья Заболотная | Тяжёлая атлетика (категория до 75 кг)                               |
| 6       | Олимпиада Иванова | Лёгкая атлетика (спортивная ходьба, 20 км)                          |
| 7       | Станислава Комарова | Плавание (на спине, 200 м)                                          |
| 8       | Виталий Макаров | Дзюдо (категория до 73 кг)                                          |
| 9       | Гейдар Мамедалиев | Греко-римская борьба (категория до 55 кг)                           |
| 10      | Гузель Манюрова | Вольная борьба (категория до 72 кг)                                 |
| 11      | Александр Москаленко | Прыжки на батуте                                                    |
| 12      | Михаил Неструев | Пулевая стрельба (пневматический пистолет, 10 м)                    |
| 13      | Денис Нижегородов | Лёгкая атлетика (спортивная ходьба, 50 км)                          |
| 14      | Сергей Поляков | Пулевая стрельба (скоростной пистолет, 25 м)                        |
| 15      | Ирина Симагина | Лёгкая атлетика (прыжки в длину)                                    |
| 16      | Тамерлан Тменов | Дзюдо (категория свыше 100 кг)                                      |
| 17      | Татьяна Томашова | Лёгкая атлетика (бег на 1500 м)                                     |
| 18      | Светлана Феофанова | Лёгкая атлетика (прыжки с шестом)                                   |
| 19      | Светлана Хоркина | Спортивная гимнастика (абсолютное первенство)                       |
| 20      | Ирина Чащина | Художественная гимнастика (индивидуальное многоборье)               |
| 21      | Евгения Артамонова, Екатерина Гамова, Александра Коруковец, Ольга Николаева, Елена Плотникова, Наталья Сафронова, Любовь Соколова, Ирина Тебенихина, Елизавета Тищенко, Елена Тюрина, Ольга Чуканова, Марина Шешенина | Волейбол                                                            |
| 22      | Александр Ковалёв, Александр Костоглод | Гребля на каноэ (каноэ-двойки, 1000 м)                              |
| 23      | Лариса Круглова, Юлия Табакова, Ольга Фёдорова, Ирина Хабарова | Лёгкая атлетика (эстафета 4×100 м)                                  |
| 24      | Наталья Антюх, Олеся Зыкина, Олеся Красномовец, Наталья Назарова | Лёгкая атлетика (эстафета 4×400 м)                                  |
| 25      | Вера Ильина, Юлия Пахалина | Синхронные прыжки (трамплин, 3 м)                                   |
| 26      | Наталья Гончарова, Юлия Колтунова | Синхронные прыжки (вышка, 10 м)                                     |

## Бронза
Всего российскими спортсменами было выиграно 38 бронзовых медалей (первое место в общем зачёте) в 14 видах спорта (баскетбол, бокс, борьба, велоспорт, водные виды (водное поло, прыжки в воду), волейбол, гандбол, гимнастика (спортивная, художественная), гребля, дзюдо, лёгкая атлетика, стрельба, тяжёлая атлетика, фехтование). Спортсмены в нижеследующей таблице расположены в алфавитном порядке.
| Бронза | |                                                             |
| #      | Спортсмен (-ы) | Вид спорта (дисциплина)                                     |
| 1      | Сергей Алифиренко | Стрельба (скорострельный пистолет, 25 м)                    |
| 2      | Наталья Антюх | Лёгкая атлетика (бег на 400 м)                              |
| 3      | Данила Буркеня | Лёгкая атлетика (тройной прыжок)                            |
| 4      | Алексей Воеводин | Лёгкая атлетика (спортивная ходьба, 50 км)                  |
| 5      | Теа Донгузашвили | Дзюдо (категория свыше 78 кг)                               |
| 6      | Владимир Исаков | Стрельба (пневматический пистолет, 10 м)                    |
| 7      | Сергей Казаков | Бокс (категория до 48 кг)                                   |
| 8      | Зарема Касаева | Тяжёлая атлетика (категория до 69 кг)                       |
| 9      | Павел Колобков | Фехтование (шпага)                                          |
| 10     | Татьяна Котова | Лёгкая атлетика (прыжки в длину)                            |
| -      | Светлана Кривелёва (DQ) | Лёгкая атлетика (толкание ядра)                             |
| 11     | Татьяна Лебедева | Лёгкая атлетика (тройной прыжок)                            |
| 12     | Дмитрий Лыкин | Стрельба (малокалиберная винтовка, движущаяся мишень, 10 м) |
| 13     | Сергей Макаров | Лёгкая атлетика (метание копья)                             |
| 14     | Махач Муртазалиев | Вольная борьба (категория до 66 кг)                         |
| 15     | Дмитрий Носов | Дзюдо (категория до 81 кг)                                  |
| 16     | Максим Опалев | Гребля на каноэ (каноэ-одиночка, 500 м)                     |
| 17     | Анна Павлова | Спортивная гимнастика (опорный прыжок)                      |
| 18     | Юлия Пахалина | Прыжки в воду (трамлин, 3 м)                                |
| -      | Олег Перепечёнов (DQ) | Тяжёлая атлетика (категория до 77 кг)                       |
| 19     | Глеб Писаревский | Тяжёлая атлетика (категория до 105 кг)                      |
| 20     | Валентина Попова | Тяжёлая атлетика (категория до 75 кг)                       |
| 21     | Сажид Сажидов | Вольная борьба (категория до 84 кг)                         |
| 22     | Олег Саитов | Бокс (категория до 69 кг)                                   |
| 23     | Вартерес Самургашев | Греко-римская борьба (категория до 74 кг)                   |
| 24     | Дмитрий Саутин | Прыжки в воду (трамлин, 3 м)                                |
| 25     | Ольга Слюсарева | Велоспорт (шоссе, индивидуальная групповая гонка)           |
| 26     | Хасанби Таов | Дзюдо (категория до 90 кг)                                  |
| 27     | Эдуард Тюкин | Тяжёлая атлетика (категория до 94 кг)                       |
| 28     | Мурат Храчев | Бокс (категория до 60 кг)                                   |
| 29     | Ольга Артешина, Анна Архипова, Елена Баранова, Наталья Водопьянова, Диана Густилина, Мария Калмыкова, Елена Карпова, Илона Корстин, Ирина Осипова, Оксана Рахматулина, Мария Степанова, Татьяна Щёголева                                                              | Баскетбол                                                   |
| 30     | Роман Балашов, Сергей Гарбузов, Дмитрий Горшков, Александр Ерышов, Марат Закиров, Ирек Зиннуров, Николай Козлов, Николай Максимов, Андрей Рекечинский, Дмитрий Стратан, Александр Фёдоров, Реваз Чомахидзе, Виталий Юрчик                                             | Водное поло                                                 |
| 31     | Павел Абрамов, Сергей Баранов, Алексей Вербов, Станислав Динейкин, Андрей Егорчев, Алексей Казаков, Александр Косарев, Алексей Кулешов, Сергей Тетюхин, Константин Ушаков, Вадим Хамутцких, Тарас Хтей                                                                | Волейбол                                                    |
| 32     | Павел Башкин, Александр Горбатиков, Вячеслав Горпишин, Виталий Иванов, Эдуард Кокшаров, Алексей Костыгов, Денис Кривошлыков, Василий Кудинов, Олег Кулешов, Андрей Лавров, Сергей Погорелов, Алексей Растворцев, Дмитрий Торгованов, Александр Тучкин, Михаил Чипурин | Гандбол                                                     |
| 33     | Александр Ковалёв, Александр Костоглод | Гребля на каноэ (каноэ-двойки, 500 м)                       |
| 34     | Людмила Ежова, Елена Замолодчикова, Наталья Зиганшина, Мария Крючкова, Анна Павлова, Светлана Хоркина | Спортивная гимнастика (командное первенство)                |
| 35     | Реналь Ганеев, Юрий Молчан, Руслан Насибуллин, Вячеслав Поздняков | Фехтование (рапира)                                         |
| 36     | Алексей Дьяченко, Станислав Поздняков, Сергей Шариков, Алексей Якименко | Фехтование (сабля)                                          |

## Медали по видам спорта
| Спорт                       | Золото | Серебро | Бронза | Всего |
| --------------------------- | ------ | ------- | ------ | ----- |
| Лёгкая атлетика             | 6      | 7       | 6      | 19    |
| Борьба                      | 5      | 2       | 3      | 10    |
| Стрельба                    | 3      | 4       | 3      | 10    |
| Бокс                        | 3      | 0       | 3      | 6     |
| Велоспорт                   | 3      | 1       | 1      | 5     |
| Художественная гимнастика   | 2      | 1       | 0      | 3     |
| Синхронное плавание         | 2      | 0       | 0      | 2     |
| Тяжёлая атлетика            | 1      | 2       | 4      | 7     |
| Фехтование                  | 1      | 0       | 3      | 4     |
| Академическая гребля        | 1      | 0       | 0      | 1     |
| Современное пятиборье       | 1      | 0       | 0      | 1     |
| Дзюдо                       | 0      | 2       | 3      | 5     |
| Прыжки в воду               | 0      | 2       | 2      | 4     |
| Гребля на байдарках и каноэ | 0      | 1       | 2      | 3     |
| Спортивная гимнастика       | 0      | 1       | 2      | 3     |
| Волейбол                    | 0      | 1       | 1      | 2     |
| Плавание                    | 0      | 1       | 0      | 1     |
| Прыжки на батуте            | 0      | 1       | 0      | 1     |
| Баскетбол                   | 0      | 0       | 1      | 1     |
| Водное поло                 | 0      | 0       | 1      | 1     |
| Гандбол                     | 0      | 0       | 1      | 1     |

## Состав и результаты олимпийской сборной России

### Плавание
Спортсменов — 4
В следующий раунд на каждой дистанции проходили лучшие спортсмены по времени, независимо от места занятого в своём заплыве.
Мужчины
| Спортсмен        | Соревнование        | Предварительные заплывы | Предварительные заплывы | Полуфиналы | Полуфиналы | Финал     | Финал     |
| Спортсмен        | Соревнование        | Результат               | Место                   | Результат  | Место      | Результат | Место     |
| ---------------- | ------------------- | ----------------------- | ----------------------- | ---------- | ---------- | --------- | --------- |
| Юрий Прилуков    | 400 м вольный стиль | 3:48,71                 | 6                       |            |            | 3:46,69   | 6         |
| Игорь Березуцкий | 400 м комплекс      | 4:23,20                 | 21                      |            |            | Не прошёл | Не прошёл |
| Алексей Ковригин | 400 м комплекс      | 4:23,77                 | 24                      |            |            | Не прошёл | Не прошёл |

Женщины
| Спортсменка   | Соревнование   | Предварительные заплывы | Предварительные заплывы | Полуфиналы | Полуфиналы | Финал     | Финал     |
| Спортсменка   | Соревнование   | Результат               | Место                   | Результат  | Место      | Результат | Место     |
| ------------- | -------------- | ----------------------- | ----------------------- | ---------- | ---------- | --------- | --------- |
| Яна Мартынова | 400 м комплекс | 4:52,96                 | 21                      |            |            | Не прошла | Не прошла |

### Триатлон
Спортсменов — 1
Соревнования состояли из 3 этапов — плавание (1,5 км), велоспорт (40 км), бег (10 км).
Женщины
| Соревнование      | Спортсмен      | Плавание | Велоспорт | Бег | Итоговое время | Место | Отставание |
| ----------------- | -------------- | -------- | --------- | --- | -------------- | ----- | ---------- |
| личное первенство | Нина Анисимова | 19:41    | 1:16:20   | —   | DNF            | DNF   | DNF        |